# كرايغ روبنسون
كرايغ روبنسون (بالإنجليزية: Craig Robinson)‏ هو لاعب كرة قاعدة أمريكي، ولد في 21 أغسطس 1948.

## وصلات خارجية
- كرايغ روبنسون على موقعبيزبول رفرنس.كوم (الدوري الرئيسي) (الإنجليزية)